# Desipramin

strukturformel

Desipramin, C18H22N2, antidepressivt medel, patenterat 1962 av Geigy. Varunamn i Sverige för preparatet har varit Pertrofrin. Medlet är numera avregistrerat i Sverige.
Desipramin är en metabolit till den antidepressiva medicinen imipramin (Tofranil), vilket innebär att imipramin i kroppen ombildas till bland annat desipramin.
Desipramin verkar främst genom att minska återuppsuget av signalsubstansen noradrenalin och har enbart en svagare effekt på signalsubstansen serotonin.